# Ministerio de Asuntos Eclesiásticos del Reich
El Ministerio de Asuntos Eclesiásticos del Reich (en alemán: Reichsministerium für die Kirchlichen Angelegenheiten), también conocido como «Ministerio del Reich para Asuntos de la Iglesia», fue un Ministerio del Tercer Reich, destinado a tratar problemas con la iglesia y religiones del país.

## Origen

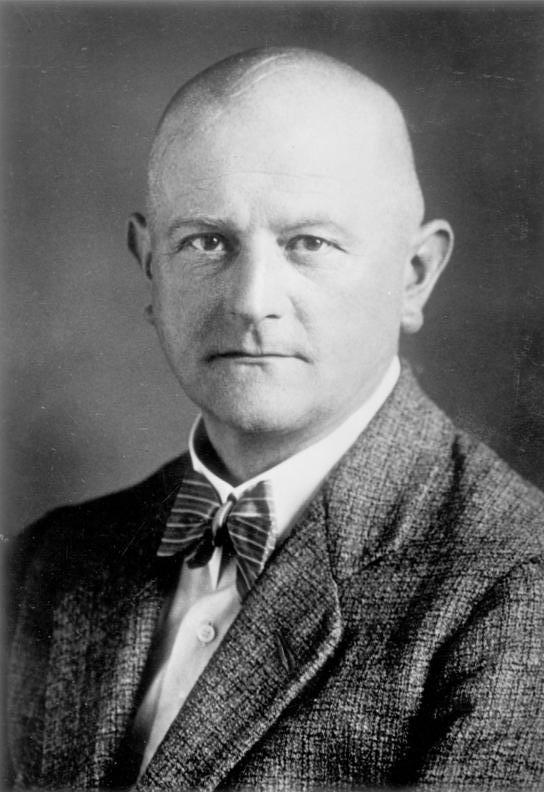
Ludwig Müller, Obispo del Reich.

Como el único Reichsbischof Ludwig Müller que actuó formalmente desde el 27 de septiembre de 1933 hasta su muerte el 31 de julio de 1945, las demandas hechas por el gobierno para una estandarización contra las resistencias sustanciales de las iglesias nacionales y la resistencia de una línea que todavía existe dentro de la iglesia con la designación La "Iglesia Confesante" no pudo imponerse, fue depuesto en septiembre de 1935 como jefe de la iglesia y de la Iglesia Protestante Alemana directamente como miembro del Gobierno del Reich y Ministro del Reich para el Comité Reichskirchen subordinado de Asuntos de la Iglesia. 
Desde el anuncio de los planes para formar un Ministerio del Reich para Asuntos de Eclesiásticos, la Iglesia Confesante expresó su preocupación por el peligro de una solución de la iglesia puramente estatal y trató de evitar esto con propuestas organizacionales y personales positivas. 
El Ministerio se creó en 1935 después de su escisión del Ministerio del Interior del Reich. Se suponía que el Ministerio del Interior estaba especialmente preocupado con el Gleichschaltung final de la Iglesia Evangélica Alemana.

## Funcionamiento y política del ministerio

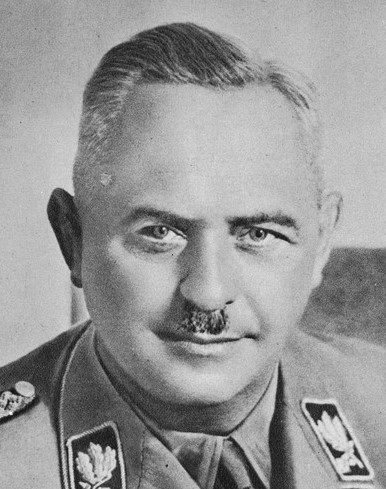
Ministro del Reich Hanns Kerrl, 1938.

El Ministro del Reich fue desde el  16 de julio de 1935, el exministro del sin cartera del Reich y amigo cercano de Hermann Goring, Hanns Kerrl. Para el Secretario de Estado del Ministerio del Reich fue designado el presidente del distrito de Hildesheim, Hermann Muhs.
La formación de un Reichskirchenausschuss fue ordenada por la primera ordenanza para la implementación de la ley para la protección de la iglesia protestante alemana (DEK) del 3 de octubre de 1935. 
Entre los primeros empleados del Ministerio fue de 1935 a 1940, el ex preboste de Bad Segeberg, el consejero de gobierno senior Ernst Szymanowski (Biberstein), el posterior Sturmbannführer, jefe de la Gestapo de Opole y líder del Einsatzkommando 6 del Einsatzgruppe C a Kiev en Ucrania, allí hasta 1943, ordenó la ejecución de 2.000 a 3.000 personas, en su mayoría judíos.
El intento del gobierno nacionalsocialista deortalecer el control sobre los asuntos de la iglesia marcó, aunque sin propósito, el comienzo de un período de reagrupación para el movimiento cristiano-alemán. Al principio, Kerrl y los esfuerzos de su ministerio estaban bien dispuestos hacia los cristianos alemanes, que utilizaron las nuevas condiciones para ampliar su alcance de acción. En un intento por establecer un alto el fuego en la lucha de la iglesia, el ministerio estableció comités de la iglesia dirigidos por imparcialistas. 
Las fuerzas que aspiraban a una iglesia nacional no confesional se reunieron en el "Movimiento de la Iglesia Cristianos Alemanes". Estos intentaron sin éxito desde 1936 aumentar el número de miembros y la influencia interna de la iglesia sobre una " Liga para el cristianismo alemán " relativamente moderada. En 1937, la mayoría de estos grupos se unieron para formar el " Movimiento Nacional de Iglesias Cristianas Alemanas". El ministro de Asuntos de la Iglesia, Hanns Kerrl, brindó apoyo temporal a esta alianza, pero sin fortalecer su eficacia eclesiástica. 
El 12 de febrero de 1937, el Comité Reichskirche renunció después de que el Liderazgo Preliminar de la Iglesia Evangélica (VKL) había escrito un memorándum a Adolf Hitler el 28 de mayo de 1936 advirtiendo contra la "descristianización" y señalando la injusticia del estado y el partido. 
El 13 de abril de 1937, los Hermanos "cerrados" fueron prohibidos por el Ministerio del Reich, debido a su fuerte énfasis en la reclusión del mundo, fueron acusados de una actitud antiestatal (y, por lo tanto, antinazi) (lo cual era cierto para la mayoría pero no). Ya en mayo de 1937, la mayoría de los "hermanos cerrados" pudieron reorganizarse con el permiso de las autoridades como una confederación de cristianos libres (BfC). En noviembre de 1937, los "hermanos abiertos" se unieron a este pacto, a cuyos estatutos pertenecía expresamente la confesión al Estado nacionalsocialista. En 1942, el BfC se unió a la Liga Bautista para formar la Liga de Iglesias Evangélicas Libres en Alemania (BEFG).
Por otro lado, el Ministerio del Reich también trató de influir en el Papa Pío XII. para hacerse cargo del embajador ante la Santa Sede Diego de Bergen . Sin embargo, el Secretario de Estado Muhs en particular miró críticamente al embajador y observó en agosto de 1937 que Bergen "no representaba al" Reich Nacionalsocialista "con esa firmeza, claridad de propósito y calidez. 
El 10 de diciembre de 1937, el ministro del Reich Kerrl encargó al jefe del Ev alemán. Cancillería de la iglesia Friedrich Werner con la dirección del DEK y la Iglesia Evangélica de la antigua Unión Prusiana.
En la sugerencia hecha en octubre de 1938 por el historiador Hans Koch de abrir una academia teológica ortodoxa en el " Tercer Reich " para establecer junto con Inglaterra una conexión con la Iglesia Oriental , el ministerio reaccionó positivamente y se comunicó por el orador Werner Haugg en noviembre de 1938, que la sede del instituto debería estar en Wroclaw en lugar de lo propuesto en Viena . En 1939, el asistente personal del Ministro Kerrl, Consejo de Gobierno de Wernsdorff, fue liberado de sus funciones.
Posteriormente, el ministro de Asuntos Eclesiásticos del Reich presentó nuevas regulaciones y el 30 de agosto de 1939 ordenó lo siguiente para el control de los eventos religiosos:
"Los eventos de iglesias y asociaciones eclesiásticas, que comentan sobre la situación actual, son indeseables en todos los sentidos. Tales eventos en espacios seculares pueden ser previstos. En los locales de la iglesia cada expresión tiene en cuestiones de política interior y exterior omitidos de todos modos. " 
Después de la muerte del Ministro Kerrl el 15 de diciembre de 1941, el Secretario de Estado Muhs dirigió el ministerio hasta 1942, primero actuando y luego hasta el final de la Segunda Guerra Mundial como Reichsminister (Ministro del Reich).
Después de la guerra, una parte del archivo se refería a los asuntos de las iglesias ortodoxas en Alemania , los territorios ocupados y otros países (17 volúmenes, 1939-1945), la política eclesiástica de la Unión Soviética y la Iglesia Evangélica en Rusia (5 volúmenes, 1935-1945), las iglesias en los Estados bálticos (3 volúmenes, 1928-1942), la política eclesiástica en Wartheland y la Alta Silesia (2 volúmenes, 1939-1945) fueron asumidas por el Archivo Especial en los Archivos Militares del Estado en Moscú.

## Ministros
|   | Nombre       | Periodo                                       | Partido | Partido |
| - | ------------ | --------------------------------------------- | ------- | ------- |
| 1 | Hanns Kerrl  | 16 de julio de 1935 - 15 de diciembre de 1941 |         | NSDAP   |
| 2 | Hermann Muhs | 15 de diciembre de 1941 - 8 de mayo de 1945   |         | NSDAP   |